# Quad Cities

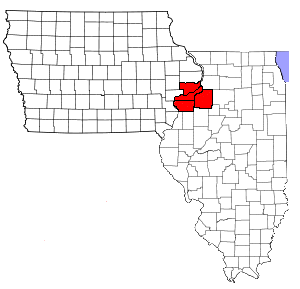
Quad Cities indicate in rosso

La Quad Cities è una regione degli Stati Uniti d'America comprendente quattro contee situate tra il nord-ovest dell'Illinois e il sud-est dell'Iowa.
L'area urbana comprende cinque città principali (in origine quattro, da cui il nome), che sono Davenport e Bettendorf in Iowa, Rock Island, Moline e East Moline nell'Illinois.
Con l'espressione Quad Cities Metropolitan Area si indica proprio l'insieme di queste cinque città.
L'area totale della Quad Cities è di 440 km².
La popolazione al 2013 è di circa 383.600 abitanti.

## Contee
Illinois
- Contea di Henry
- Contea di Rock Island
- Contea di Mercer

Iowa
- Contea di Scott